# Pedro Amaral
Pedro Miguel Gaspar Amaral, meglio noto come Pedro Amaral (Sintra, 25 agosto 1997), è un calciatore portoghese, difensore dell'Estoril Praia.

## Carriera

### Club
Nato a Sintra, inizia a giocare a calcio nella compagine locale del Lourel, prima di venire ingaggiato nel 2006 dalle giovanili del Benfica, che lo presta alla Casa Pia per la stagione 2014-15. Tornato alla base, l'11 settembre 2016 esordisce con la maglia del Benfica B in LigaPro nel corso della partita casalinga vinta 2-1 contro l'Académico de Viseu. Con la squadra delle riserve degli Encarnados Amaral disputa tre stagioni, condite da 59 presenze e una rete.
Il 9 gennaio 2019 il Benfica lo presta per sei mesi, con opzione per un'altra stagione, ai greci del Panaitōlikos. Nel luglio 2019 viene ceduto a titolo definito al Rio Ave, club di Primeira Liga.

### Nazionale
Ha giocato con tutte le rappresentative nazionali giovanili del Portogallo, esordendo con l'Under-21 il 5 settembre 2017, in occasione della partita di qualificazione all'Europeo 2019 vinta per 2-0 contro il Galles Under-21.

## Statistiche

### Presenze e reti nei club
Statistiche aggiornate all'8 marzo 2018.
| Stagione         | Squadra          | Campionato       | Campionato | Campionato | Coppe nazionali | Coppe nazionali | Coppe nazionali | Coppe continentali | Coppe continentali | Coppe continentali | Altre coppe | Altre coppe | Altre coppe | Totale | Totale | Totale |
| Stagione         | Squadra          | Comp             | Pres       | Reti       | Comp            | Pres            | Reti            | Comp               | Pres               | Reti               | Comp        | Pres        | Reti        | Pres   | Reti   |        |
| ---------------- | ---------------- | ---------------- | ---------- | ---------- | --------------- | --------------- | --------------- | ------------------ | ------------------ | ------------------ | ----------- | ----------- | ----------- | ------ | ------ | ------ |
| 2016-2017        | Benfica B        | SL               | 13         | 0          | -               | -               | -               | -                  | -                  | -                  | -           | -           | -           | 13     | 0      |        |
| 2017-2018        | Benfica B        | SL               | 24         | 1          | -               | -               | -               | -                  | -                  | -                  | -           | -           | -           | 24     | 1      |        |
| Totale Benfica B | Totale Benfica B | Totale Benfica B | 37         | 1          |                 | -               | -               |                    | -                  | -                  |             | -           | -           | 37     | 1      |        |
| Totale carriera  | Totale carriera  | Totale carriera  | 37         | 1          |                 | -               | -               |                    | -                  | -                  |             | -           | -           | 37     | 1      |        |

## Palmarès

### Club

#### Competizioni nazionali
- Segunda Liga: 1

Rio Ave: 2021-2022